# 대신중학교 (서울)
대신중학교(大新中學校)는 대한민국 서울특별시 종로구 행촌동에 있는 사립 중학교이다.

## 학교 연혁
- 1938년 4월 : 대신상업전수학교(2년제) 설립 및 개교
- 1948년 4월 : 대신중학교(인문계 6년제)로 교명 및 학칙 변경
- 1950년 4월 : 대신중고등학교(중고 각 3년제 각 학년 2학급)로 교명 및 학칙 변경
- 1955년 7월 : 종로구 행촌동 171번지로 이전(현 교사 설치)
- 2004년 4월 : 왕희정보교육관 준공
- 2008년 11월 : 운동장 잔디구장 준공
- 2014년 12월 : 중학교 본관 보수 및 구조 보강
- 2021년 3월 : 제26대 이진숙 교장 취임

## 참고 자료
- 대신중학교 - 한국교육학술정보원 학교알리미